# BB Talk
«BB Talk» —en español: Lenguaje infantil— es una canción interpretada por la cantante estadounidense Miley Cyrus, incluida en su quinto álbum de estudio Miley Cyrus & Her Dead Petz. El título de la pista es un acrónimo que abrevia los grafemas de la expresión «Baby Talk». Se trata de un tema compuesto únicamente por Miley Cyrus y producido por Oren Yoel y The Flaming Lips. Su video musical fue estrenado el 11 de diciembre de 2015 por MTV.

## Composición
«BB Talk» es la séptima pista de Miley Cyrus & Her Dead Petz, y juega con una duración de cuatro minutos y treinta y dos segundos. Además fue compuesta únicamente por Cyrus. La pista anterior «Fucking Fucked Up» es un interludio de cincuenta y un segundos que tiene lugar entre «Space Boots» y «BB Talk», repitiendo apertura letras de esta última «this is really fucked up» -(en español: Esto es realmente jodido). Asimismo, las letras hablan sobre una frustración de Cyrus, con un interés romántico dominante sobre unos versos hablados principalmente. 

## Vídeo musical
Las grabaciones del vídeo tuvieron lugar en noviembre de 2015 y fue dirigido por la propia Miley junto con Diane Martel, con quien ya había trabajado en el pasado. El vídeo musical para «BB Talk» fue estrenado mediante MTV el 11 de diciembre de 2015. A los pocos minutos de su estreno en la televisión estadounidense, el video fue publicado en el canal VEVO de la cantante, siendo éste el único vídeo  musical que pertenece a Miley Cyrus & Her Dead Petz en ser publicado en la cuenta Vevo de Cyrus. En el cortometraje se puede ver a la cantante caracterizada como un «bebé gigante-adulto» mientras interpreta la canción en diferentes escenas, como pueden ser: subida en una trona, en una cuna, usando pañales o bebiendo de un gran biberón. Desde Billboard comentaron positivamente el estreno del vídeo musical, diciendo que «La canción en sí equilibra el ritmo de saltos con la composición aturdido como Cyrus canta el coro y luego se rompe en diatribas palabras habladas a su novio en el verso. Al mismo tiempo, Big Baby Cyrus nos mantiene entretenidos, dando vueltas y jugando en la bañera. Es impresionante».

## Presentaciones en directo
La canción fue interpretada por primera vez durante la mini-gira de conciertos de Cyrus, junto con la banda The Flaming Lips, Miley Cyrus & Her Dead Petz Tour de 2015. Durante la presentación, la cantante caracterizada como en el videoclip, cuyas escenas son mostradas en las pantallas del escenario, interpreta la canción mientras baila y se mueve por la tarima.

## Listas

### Semanales
Esta canción al ser lanzada de forma gratuita, no obtuvo posiciones en ninguna lista de ventas, puesto que se encuentra de forma libre y en línea en Internet. Aunque el álbum ha obtenido 30 millones de reproducciones en SoundCloud pasada una semana desde este lanzamiento calificado por Cyrus como un «regalo» a sus seguidores, dando lugar a que sea un proyecto apartado del contrato firmado con Sony Music. Aun así, la canción consiguió aparecer en dos listas gracias al streaming y a la repercusión en redes sociales.
| País (Lista 2015)                               | Mejor posición | Ref   |
| ----------------------------------------------- | -------------- | ----- |
| Canadá (Billboard Canadian Hot 100)             | 86             | [ 6 ] |
| Estados Unidos (Billboard + Twitter Top Tracks) | 1              | [ 7 ] |

## Créditos y personal
Créditos adaptados desde el sitio web de Cyrus.
Grabación
- Grabado en Love Yer Brain Studios
- Mezclado en Whitley Room Studios (Hollywood, California)

Personal
- Miley Cyrus – voz principal, composición, producción vocal, mezclando
- Doron Dina – asistente
- The Flaming Lips – producción vocal, mezclando
- Oren Yoel – producción, instrumentos, programación